# Steinhof (Wien)

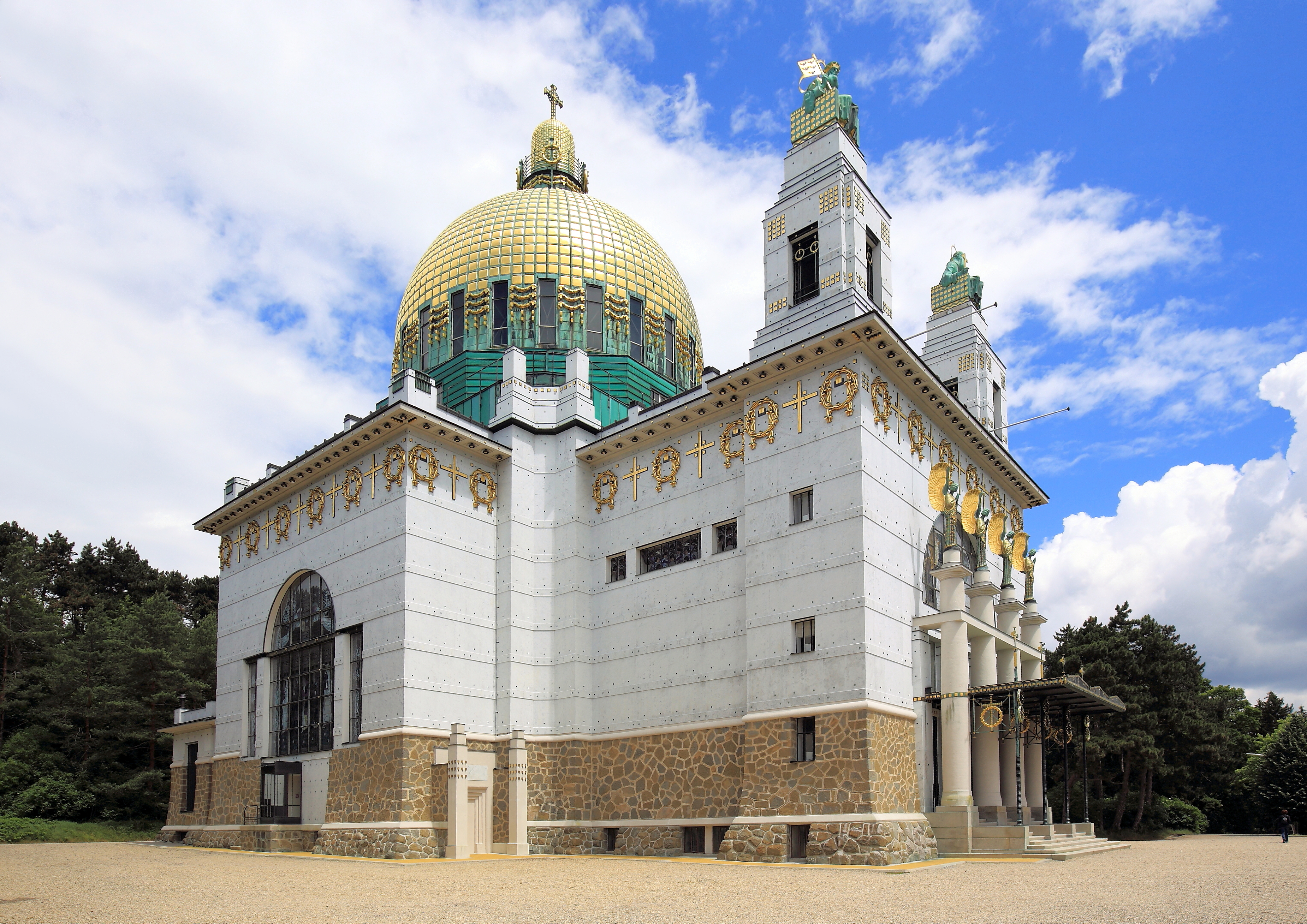
Kirche am Steinhof

Steinhof ist eine alte Ortsbezeichnung, die sich von den ehemals in diesem Gebiet befindlichen Ottakringer Steinbrüchen und Steinlagern, welche Steinhöfe genannt wurden, ableitet. Damals gehörte das Gebiet zum Land Niederösterreich, dessen Landtag im Jahr 1902 den Beschluss zum Bau einer Landes-Heil- und Pflegeanstalt fasste. Diese wurde im damaligen 13. Bezirk Wiens auf jenem Teil des Gebietes, der den Flurnamen Spiegelgrund trägt, errichtet und – gleichzeitig wie das Sanatorium Baumgartner Höhe im westlichen Teil der Anlage – im Jahr 1907 eröffnet. Seit 1938 gehört das Gebiet zum 14. Bezirk, Penzing. Das Spitalsareal wird nunmehr als Otto-Wagner-Areal bezeichnet.

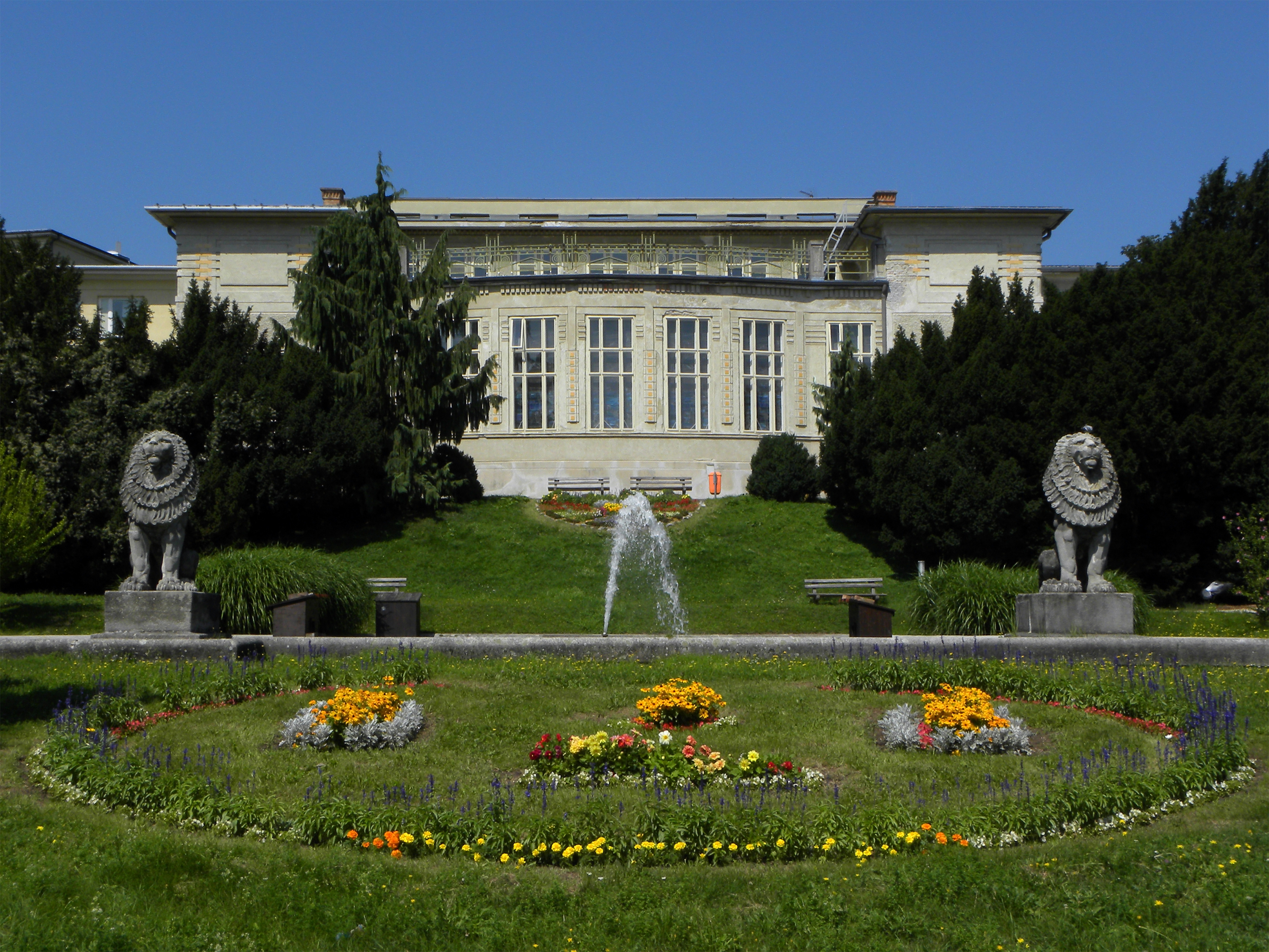
Das Kurhaus im westlichen Teil der Anlage, dem ehemaligen Sanatorium, in welchem vornehmlich reiche Privatpatienten untergebracht waren, durch deren Einnahmen der Betrieb der Hauptanlage zu einem guten Teil finanziert werden konnte.

## Otto-Wagner-Areal
Das heute vom Wiener Krankenanstaltenverbund geführte Psychiatrische Krankenhaus und Pulmologische Zentrum der Stadt Wien wurde nach Plänen von Otto Wagner errichtet und 1907 eröffnet. Es besteht aus sechzig Pavillons, die von Carlo von Boog entworfen wurden, wie auch das Jugendstiltheater im Zentrum.
Im Jahr 2000 wurden unter der Bezeichnung Sozialmedizinisches Zentrum Baumgartner Höhe Otto-Wagner-Spital mit Pflegezentrum fünf Gesundheitseinrichtungen (Förderpflegeheim Baumgartner Höhe, Neurologisches Krankenhaus Maria-Theresien-Schlössl, Pflegeheim Sanatoriumstraße, Psychiatrisches Krankenhaus Baumgartner Höhe und Pulmologisches Zentrum Baumgartner Höhe) zusammengefasst. 2020 wurde die Einrichtung offiziell in Klinik Penzing umbenannt.

### Otto-Wagner-Kirche
Den visuellen Höhepunkt bildet die Kirche zum Heiligen Leopold von Otto Wagner. Nach ihrer auffälligen Kuppel, die einer halben Zitrone gleicht, wird der Ort auch Lemoniberg genannt. Die Kirche am Steinhof wurde 2007 wieder eröffnet, nachdem sie wegen Gesamtrenovierungsarbeiten mehrere Jahre gesperrt war. Sie gehört zu den schönsten Jugendstilbauten Wiens.

## Gedenkstätte zur Geschichte der nationalsozialistischen Medizin in Wien

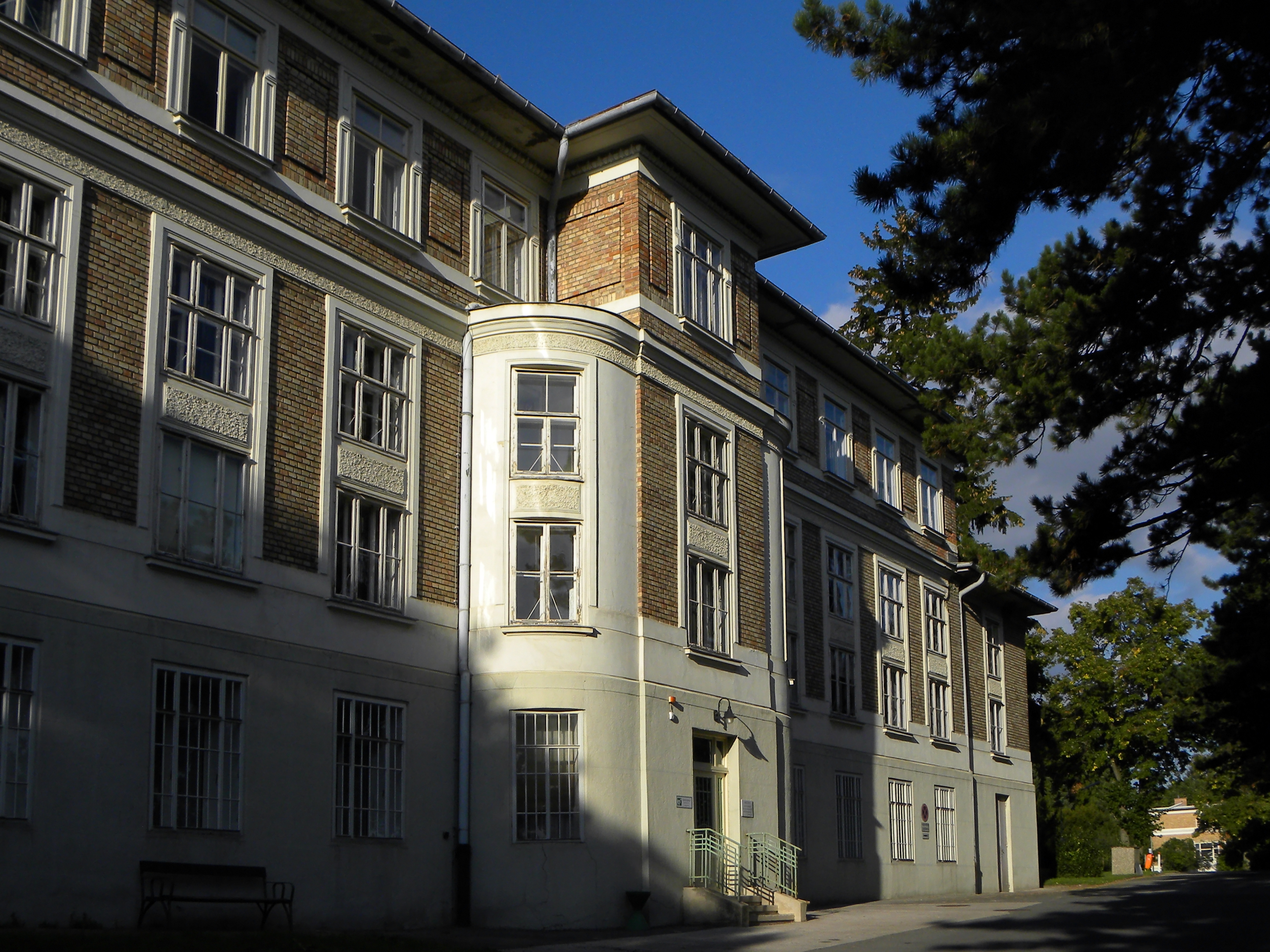
Im V-Gebäude befindet sich die Ausstellung „Der Krieg gegen die Minderwertigen“ des Österreichischen Dokumentationsarchivs (Eingang zur Ausstellung rückseitig).

Im Zentrum befindet sich auch die Gedenkstätte zur Geschichte der nationalsozialistischen Medizin in Wien mit Mahnmal und Ausstellung. In der damals Am Spiegelgrund genannten Anstalt wurden zahlreiche Euthanasiemorde begangen, darunter an 789 Kindern.

## Steinhofgründe

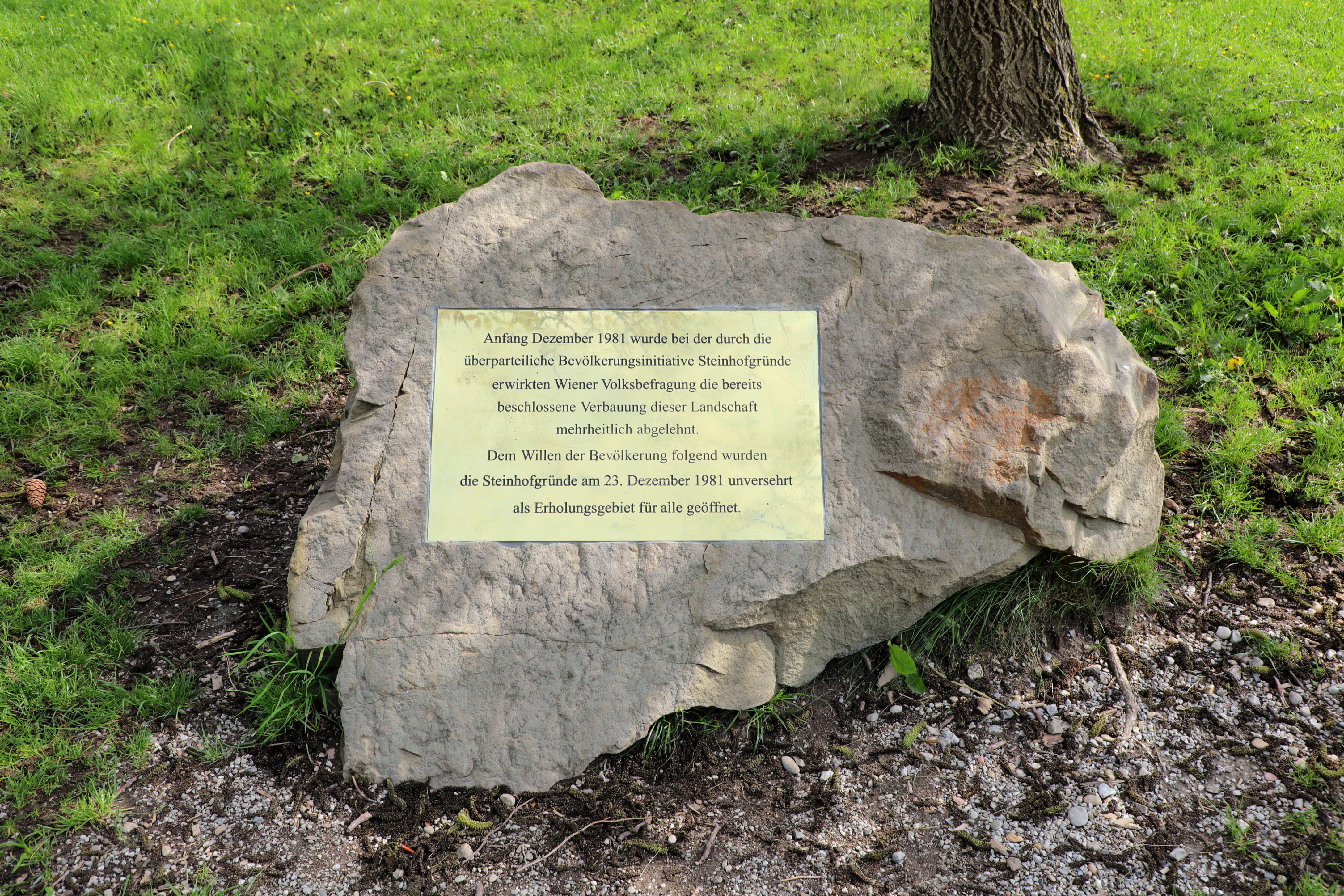
Gedenkstein in der Nähe des Eingangs Feuerwache Am Steinhof in Erinnerung an die Volksbefragung bezüglich Verbauung der Steinhofgründe

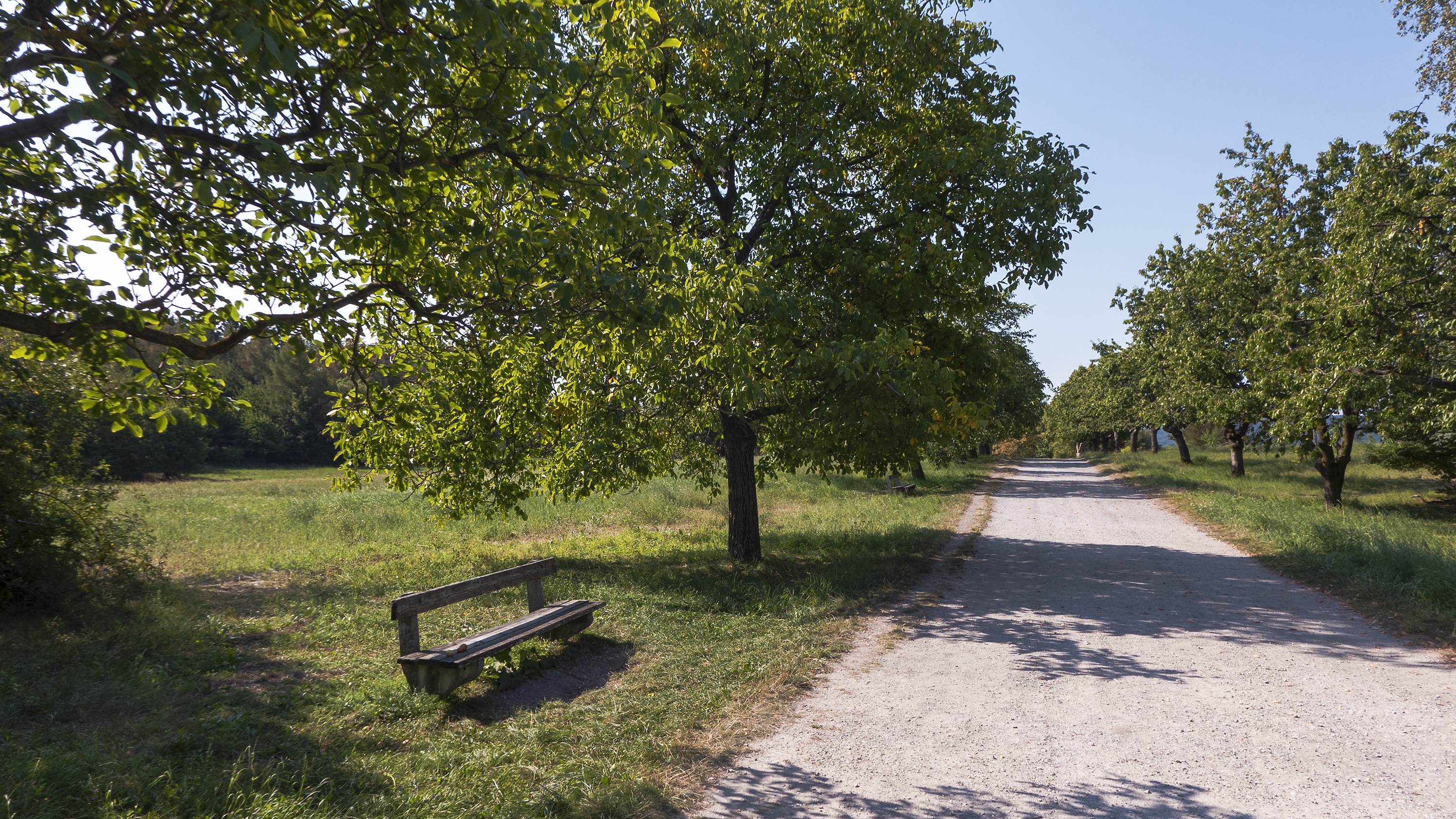
Steinhofgründe

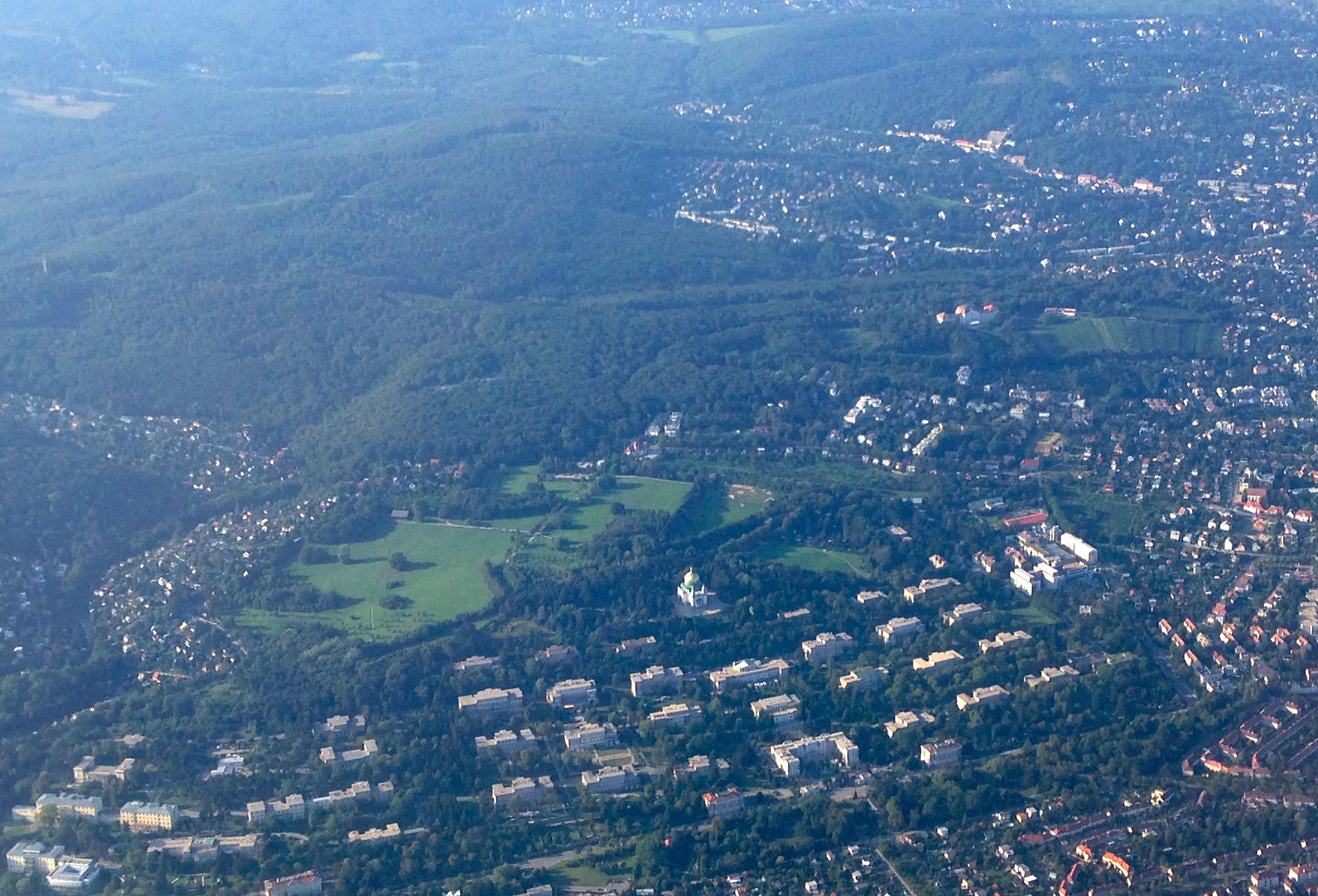
Luftbild der Steinhofgründe

Die nördlich angrenzenden, 42 Hektar großen Steinhofgründe waren einst ein Teil der Krankenanstalt und wurden gärtnerisch genutzt. Noch heute befinden sich dort zahlreiche alte Obstbäume, die mit ihren teilweise dicken Stämmen und ihrem hohen Anteil an Alt- und Totholz ein in Wien einzigartiger Lebensraum sind. Seit 2009 wurden von der MA 49 – Wiener Forstamt – über 400 junge Obstbäume alter und bewährter regionaler Sorten nachgepflanzt, um den Charakter des Gebietes zu erhalten.
In den 1950er Jahren stand auf dem Gelände ein Mittelwellensender, von dem aus das Programm Rot-Weiß-Rot der amerikanischen Armee ausgestrahlt wurde. Die Betonfundamente sind heute noch vorhanden. In den 1970er Jahren gab es Pläne, das Areal zu verbauen. Da sich jedoch bei einer gemeindeweiten Wiener Volksbefragung vom 9. bis 11. Dezember 1981 zeigte, dass die Mehrheit der Bevölkerung das Projekt ablehnte – von mehr als 267.000 teilnehmenden Personen waren 53,46 % gegen das Projekt –, wurden die Steinhofgründe schließlich als vom Forstamt der Stadt Wien betreutes Erholungsgebiet erhalten.

## Zukunft

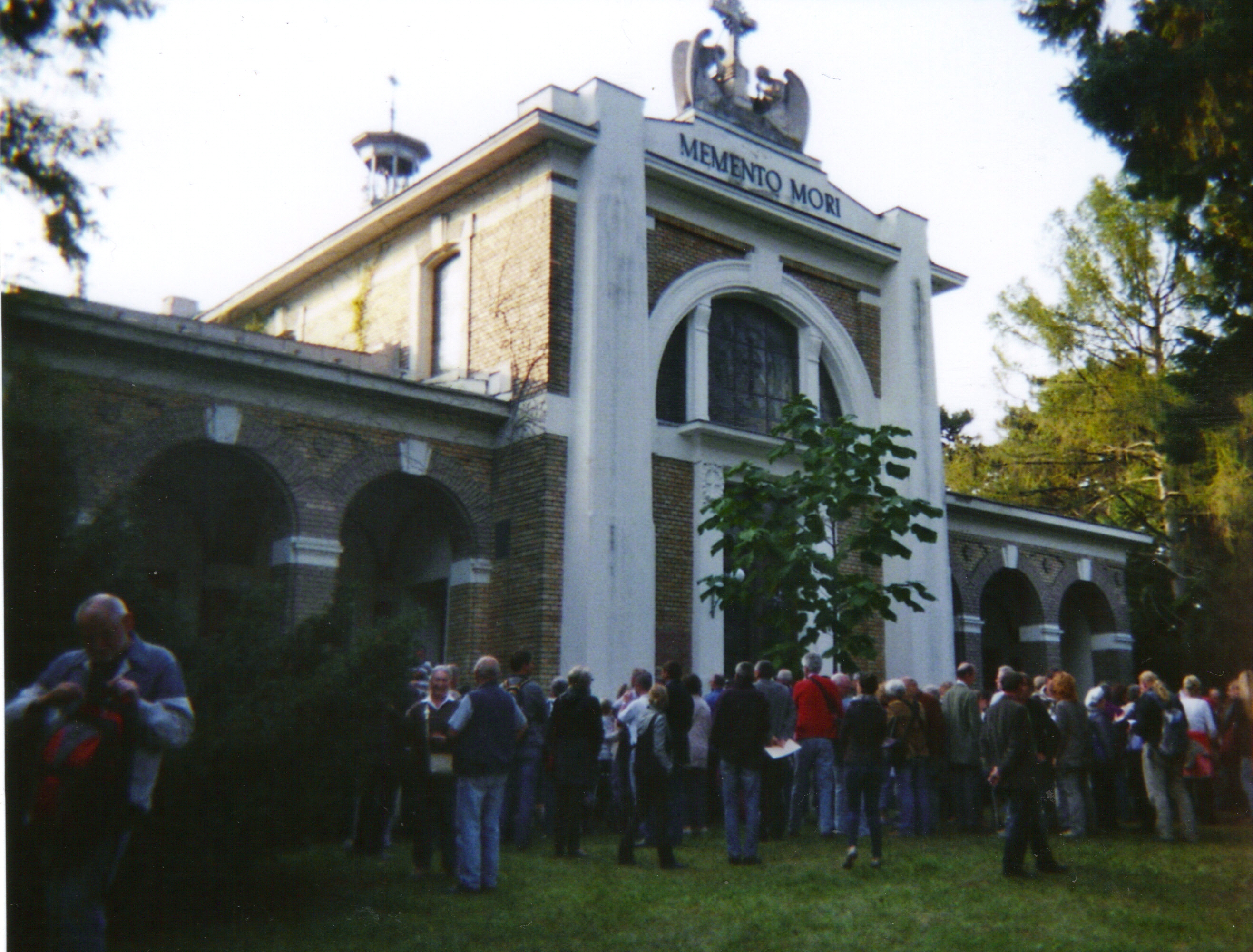
Besichtigungstag am 21. September 2011

Im April 2006 wurden Planungen veröffentlicht, nach denen die psychiatrische Abteilung im östlichen Teil des Otto-Wagner-Spitals an andere Standorte verlegt werden soll. Der Bereich soll dann für Wohnungen, Hotels oder Geschäftslokale genutzt werden. Die bestehenden Gebäude sollen dabei jedoch nicht wesentlich verändert werden, so dass das Gesamtensemble erhalten bleibt.
Der Mitte Dezember 2006 beschlossene neue Flächenwidmungsplan für den Steinhof erscheint gegenüber den ursprünglichen Vorhaben gemildert, wurde aber bis heute (2017) nicht umgesetzt.
Nach einem Teilverkauf des Spitalsgeländes an zwei größere Bauträger haben sich die Baupläne konkretisiert. Bei einer öffentlichen Begehung des Ostteils des Geländes am 21. September 2011 mit Planungsstadträtin Maria Vassilakou und bei einer Bürgerversammlung am 28. September artikulierte sich deutlicher Widerstand von diversen Bürgerinitiativen. Diese forderten die Erstellung eines Gesamtkonzepts zur Nachnutzung des Areals zu Gunsten des gemeinschaftlichen Nutzens, bevor Baumaßnahmen getroffen werden. Im April 2017 erfolgte der Baubeginn von vier Wohnblöcken direkt neben der Pathologie, in der noch bis 2002 Kindergehirne aus der Zeit des Nationalsozialismus gelagert waren, durch den stadteigenen Wohnbauträger GESIBA. Ein Nachnutzungskonzept liegt bis heute nicht vor.

## Hörfunk
- Heike Tauch: Steinhof ist überall. Die Wiener Heil- und Pflegeanstalt Am Steinhof. DLF, 2008